# Armée de terre italienne
L'Armée de terre italienne (en italien, Esercito italiano [e'zɛrʧito ita'ljano]) est une des quatre forces armées en Italie (les bases américaines ne sont pas armées) avec la Marina militare, l'Aeronautica militare et les Carabiniers (Carabinieri).
En son sein sont présentes des familles de tradition prestigieuse : les Alpini (en français chasseurs alpins) et les régiments de Bersaglieri [bersaʎː'jɛri] créés par décret royal le 16 juin 1836 sur proposition du capitaine Alessandro La Marmora.
Le fusil d’assaut principal de l’armée est le Beretta ARX 160.

## Histoire
L'Armée de terre italienne (Esercito Italiano) est issue des cinq divisions d'infanterie de l'Armée royale italienne (Regio Esercito) qui disparut en 1946 lors de la Proclamation de la république.

### Guerre froide
Les besoins de l'Armée italienne à s'intégrer dans une défense globale contre une invasion soviétique potentielle, l’amène à intégrer l'OTAN dès sa création en 1949. Le commandement des forces terrestres alliées d'Europe du Sud (en) (en anglais : Allied Land Forces Southern Europe, abrégé LANDSOUTH) créé en 1951, est confié à un italien, le lieutenant-général Mauricio Lazzaro De Castiglioni. À la tête de trois divisions d’infanterie et de trois brigades, il doit protéger le nord de l'Italie d'une invasion possible venant de Yougoslavie. Ces divisions étaient la division d'infanterie motorisée Folgore (en) basée à Trévise, la division d'infanterie motorisée Trieste (en) basée à Bologne et la division d’infanterie Mantova (en) basée à Udine. Les brigades étaient la brigade d'alpins Julia (en) basée à Cividale del Friuli, la brigade d'alpins Tridentina (en) basée à Bressanone et la brigade blindée Ariete (en) basée à Pordenone. L'exercice Italic Weld est le premier exercice international (participation des armées de l'air turque, grecque et américaine) interarmes de l'Armée de terre italienne en août 1953.
Au cours des années 1950, l'Armée de terre italienne fut réorganisée en trois corps d'armée. Le troisième corps d'armée s'installa à Milan, le quatrième corps alpin d'armée s’installa à Bolzano et le cinquième corps d'armée s’installa à Vittorio Veneto. La réforme de 1975 entraîna la suppression des régiments (jusqu'en 1991) et les bataillons se retrouvaient directement sous le commandement des brigades. Une nouvelle réforme en 1986 renforça l’organisation vers trois corps d'armée lorsque les brigades du sud de l'Italie furent intégrées à ces trois corps.

### Depuis 1991
À l'instar des armées occidentales, l'Armée de terre italienne a subi de nombreuses réformes, visant régulièrement une diminution de ses effectifs. Dès 1991, sept brigades (Aquileia, Brescia, Goito, Mameli, Orobica, Trieste et Vittorio Veneto) sont dissoutes. Une nouvelle réforme en 1997, voit la disparition de six brigades supplémentaires (Acqui, Cadore, Cremona, Gorizia, Legnano et Mantova) et une vaste réorganisation des trois corps d'armée (changements de bases, réassignations des unités...). Le troisième corps d'armée devient le commandement des forces de projection (COMFOP), le quatrième corps alpin d'armée devient le commandement des alpins (COMALP) et le cinquième corps d'armée devient le premier commandement des forces de défense (COMFOD1) pour le Nord de l'Italie. En 1998 est créé le second commandement des forces de défense (COMFOD2) pour le centre et le sud de la péninsule. Parallèlement, L'OTAN réorganise le LANDSOUTH qui devient le COMFOTER (commandement des forces opérationnelles terrestres) et le COMSUP (commandement de soutien) est créé en complément des quatre autres commandements italiens.

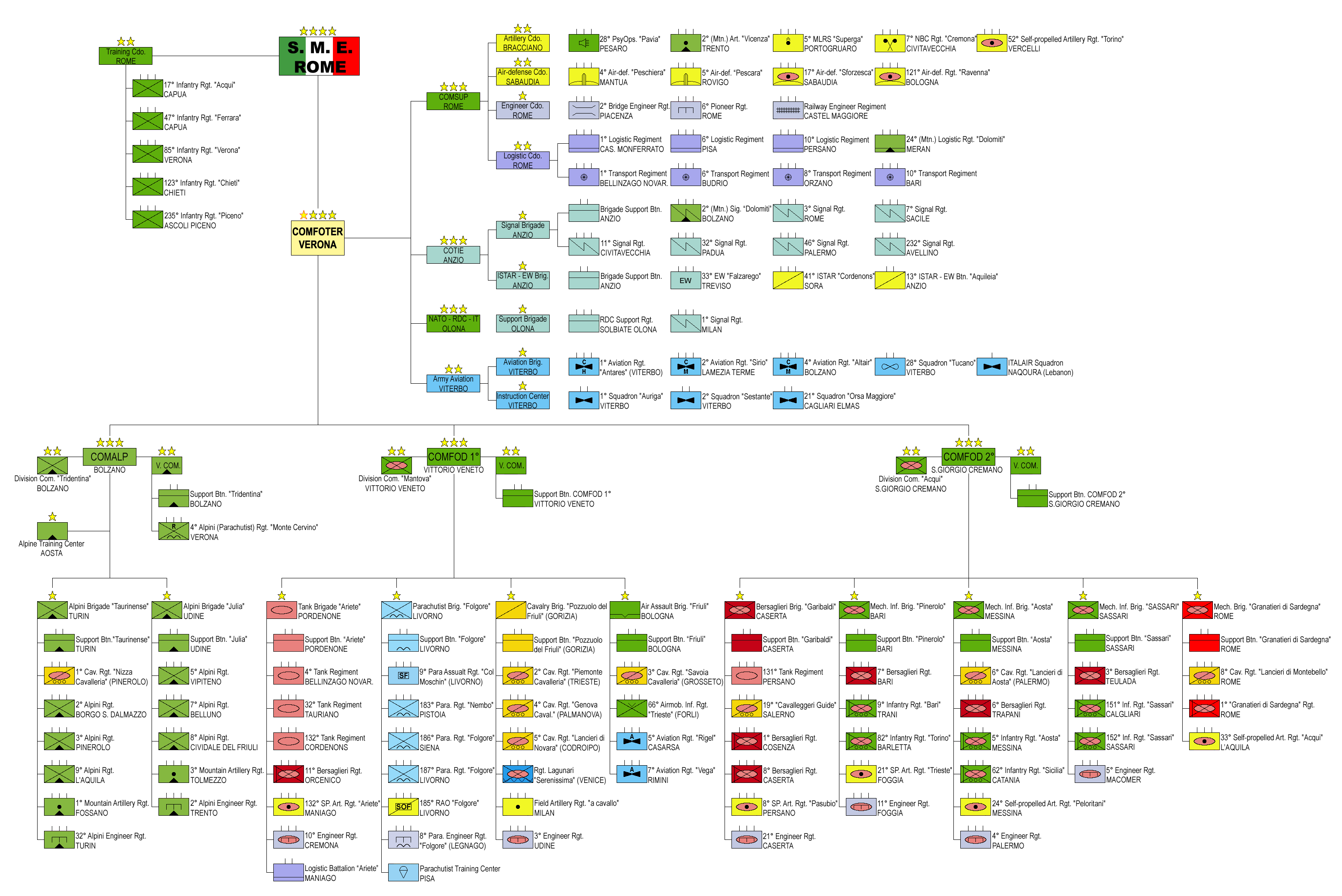
Organigramme de l'Armée de terre italienne en 2008.

En 1998, la structure de l'Armée de terre s'organise ainsi :
- COMFOTER
  - COMFOP
    - Brigade d'infanterie aéroportée Folgore
    - Brigade d'infanterie mécanisée Friuli
    - Brigade de bersagliers Garibaldi

  - COMALP
    - Brigade d'alpins Julia
    - Brigade d'alpins Taurinense
    - Brigade d'alpins Tridentina

  - COMFOD 1
    - Brigade blindée Ariete
    - Brigade d'infanterie mécanisée Centauro
    - Brigade de cavalerie Pozzuolo del Friuli

  - COMFOD 2
    - Brigade d'infanterie mécanisée Aosta
    - Brigade d'infanterie mécanisée Granatieri di Sardegna
    - Brigade d'infanterie mécanisée Sassari
    - Brigade blindée Pinerolo

  - COMSUP
    - Brigade d'artillerie
    - Brigade du génie
    - Commandement de l'aviation de l'Armée de terre
    - Commandement de l'artillerie anti-aérienne
    - Commandement du soutien logistique
    - Commandement des forces opérationnelles terrestres

En 2002, une nouvelle réforme décide de la fin de la conscription pour 2006, le COMFOP, réduit à une seule brigade, devient le NRDC-IT (corps de projection rapide de l'OTAN pour l'Italie). Les brigades Folgore et Friuli (cette dernière devenant une brigade aéroportée avec cavalerie, infanterie et aviation) intègrent le COMFOD 1, et la brigade Garibaldi passe sous commandement du COMFOD 2.
En 2011, le COMSUP a intégré les différentes écoles de l'Armée de terre et les réorganisa pour devenir des brigades de soutien potentielles. En outre, la brigade blindée Pinerolo devient une brigade d’infanterie mécanisée.
L'année 2013 voit une réforme majeure aboutir. Les commandements opérationnels COMALP, COMFOD 1 et 2 sont dissous. L'artillerie et le génie doivent intégrer le reste des brigades pour 2016. En outre, le commandement de l'Armée de terre historiquement placé au Nord (Vérone) déménage à Rome en 2015. À l'issue de cette réforme, en 2016, l'Armée de terre italienne est organisée autour de neuf brigades.
- 2 brigades blindées (Ariete et Garibaldi)
- 2 brigades mécanisées (Aosta et Pinerolo)
- 4 brigades d'infanterie (Folgore, Julia, Taurinense et Sassari)
- 1 brigade aéroportée (Pozzuolo del Friuli)

## Organisation

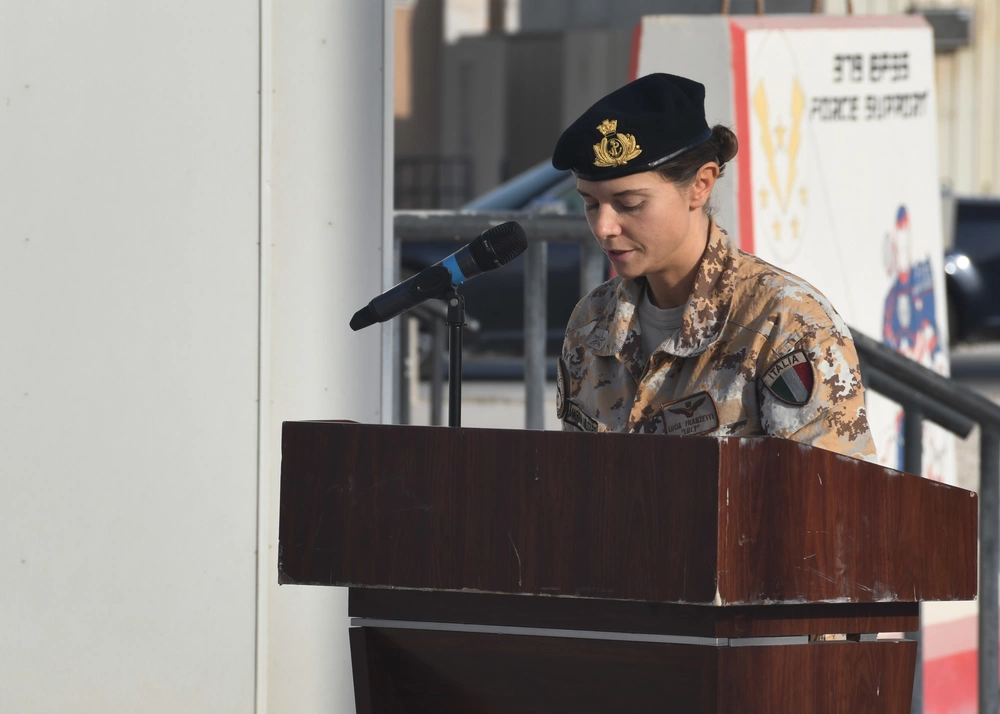
Soldate italienne au Qatar en 2016.

L'Armée de terre italienne s'articule en 2016 autour de quatre commandements et neuf brigades de combat.
Le commandement de soutien opérationnel dispose de trois régiments du génie, deux régiments d'artillerie et d'un régiment spécialisé NBC. Le commandement des transmissions est divisé en deux brigades, l'une pour les transmissions (7 régiments), l'autre pour les missions spéciales (1 régiment d'écoute, et un régiment de guerre électronique). Le commandement de l'aviation de l'Armée de terre est constitué d'une brigade (trois régiments d'hélicoptères, et un escadron d'avions), d'un département du matériel (quatre régiments de soutien aérien) et d'un centre de formation (deux escadrons d'hélicoptères). Le commandement de la défense aérienne dispose de quatre régiments.
Les neuf brigades de combat sont les suivantes :
| Brigade             | Type                   | Localisation QG | Commande |
| ------------------- | ---------------------- | --------------- | --- |
| Aosta               | Brigade mécanisée      | Messine         | - Bataillon de commandement et de soutien Aosta - 6e régiment de cavalerie Lancieri di Aosta - 6e régiment de bersagliers - 5e régiment d'infanterie Aosta - 62e régiment d'infanterie Sicilia - 24e régiment d'artillerie Peloritani - 4e régiment du génie - Régiment logistique Aosta                                                                                              |
| Ariete              | Brigade blindée        | Pordenone       | - Bataillon de commandement et de soutien Ariete - 5e régiment de cavalerie Lancieri di Novara - 32e régiment de chars - 132e régiments de chars - 11e régiment de bersagliers - 132e régiment d'artillerie - 10e régiment du génie - Régiment logistique Ariete |
| Folgore             | Brigade parachutiste   | Livourne        | - Bataillon de commandement et de soutien Folgore - 3e régiment de cavalerie Savoia Cavalleria - 183e régiment de parachutistes Nembo - 186e régiment de parachutistes Folgore - 187e régiment de parachutistes Folgore - 185e régiment d'artillerie Folgore - 8e régiment de parachutistes du génie Folgore - Régiment logistique Folgore - Centre d'entraînement parachutiste CAPAR |
| Pozzuolo del Friuli | Brigade de cavalerie   | Gorizia         | - Bataillon de commandement Pozzuolo del Friuli - 4e régiment de cavalerie Genova Cavalleria - Régiment Lagunari Serenissima - Régiment d'artillerie équestre Volòire - 3e régiment du génie - Régiment logistique Pozzuolo del Friuli |
| Friuli              | Brigade aéromobile     | Bologne         | - Bataillon de commandement et de soutien tactique Friuli - 66e régiment d'infanterie aéromobile Trieste - 5e régiment de l'aviation Rigel - 7e régiment de l'aviation Vega |
| Garibaldi           | Brigade de bersagliers | Caserte         | - Bataillon de commandement Garibaldi - 19e régiment de cavalerie Cavalleggeri Guide - 4e régiment de chars - 1er régiment de bersagliers - 8e régiment de bersagliers - 8e régiment d'artillerie Pasubio - 21e régiment du génie - Régiment logistique Pasubio |
| Julia               | Brigade alpine         | Udine           | - Bataillon de commandement et de soutien Julia - 2e régiment de cavalerie Piemonte Cavalleria - 5e régiment d'alpins Morbegno - 7e régiment d'alpins Feltre - 8e régiment d'alpins Tolmezzo - 3e régiment d'artillerie de montagne Conegliano - 2e régiment du génie Iseo - Régiment logistique Julia                                                                                |
| Pinerolo            | Brigade mécanisée      | Bari            | - Bataillon de commandement et de soutien Pinerolo - 7e régiment de bersagliers - 9e régiment d'infanterie Bari - 82e régiment d'infanterie Torino - 21e régiment d'artillerie Trieste - 11e régiment du génie - Régiment logistique Pinerolo |
| Sassari             | Brigade mécanisée      | Sassari         | - Bataillon de commandement et de soutien Sassari - 3e régiment de bersagliers - 151e régiment d'infanterie Sassari - 152e régiment d'infanterie Sassari - 5e régiment du génie - Régiment logistique Sassari |
| Taurinense          | Brigade alpine         | Turin           | - Bataillon de commandement Taurinense - 1er régiment de cavalerie Nizza Cavalleria - 2e régiment d'alpins Saluzzo - 3e régiment d'alpins Susa - 9e régiment d'alpins L'Aquila - 1er régiment d'artillerie de montagne Aosta - 32e régiment du génie - Régiment logistique Taurinense                                                                                                 |

## Équipements
Armement individuel :

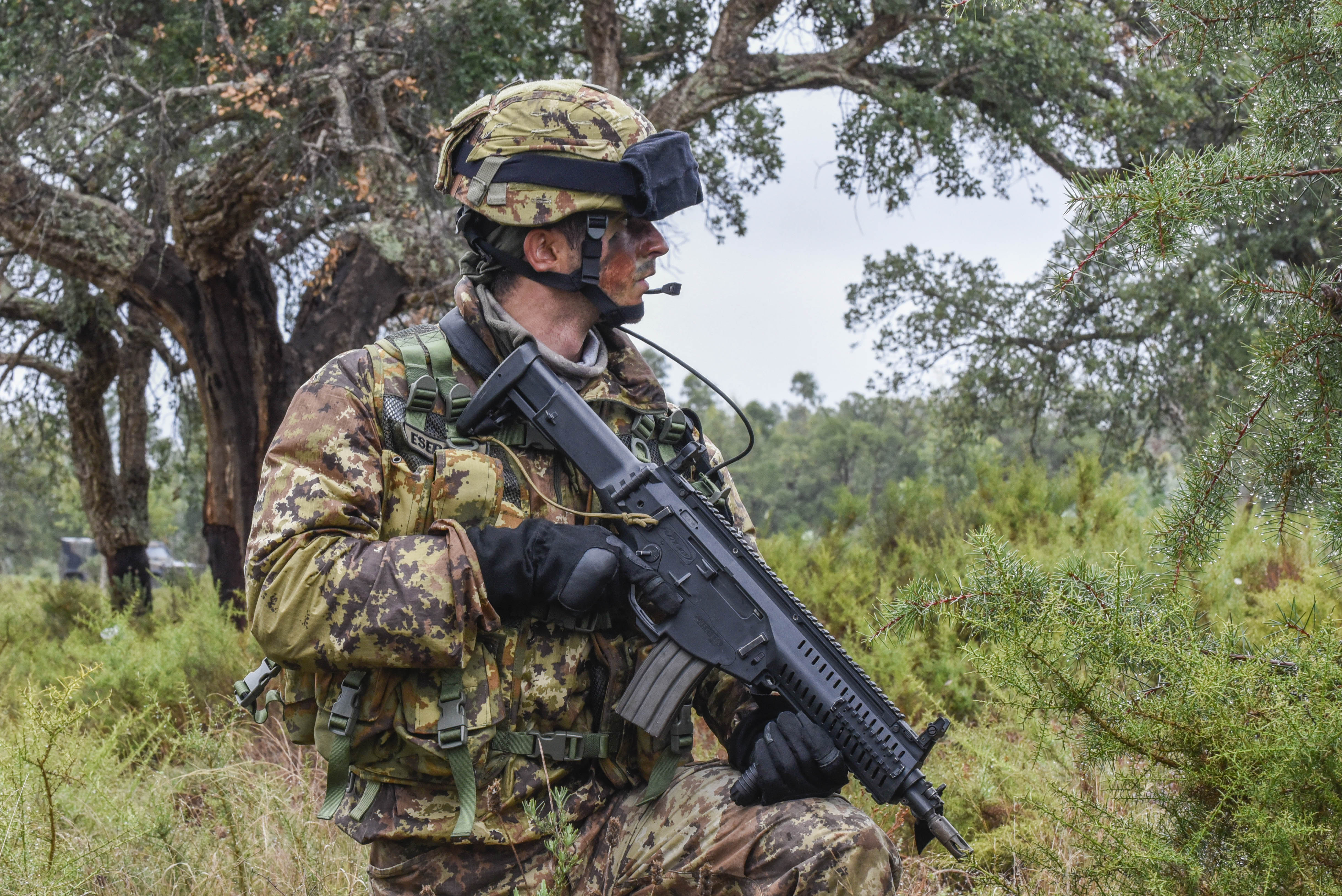
Un Lagunare armé d’un Beretta ARX 160

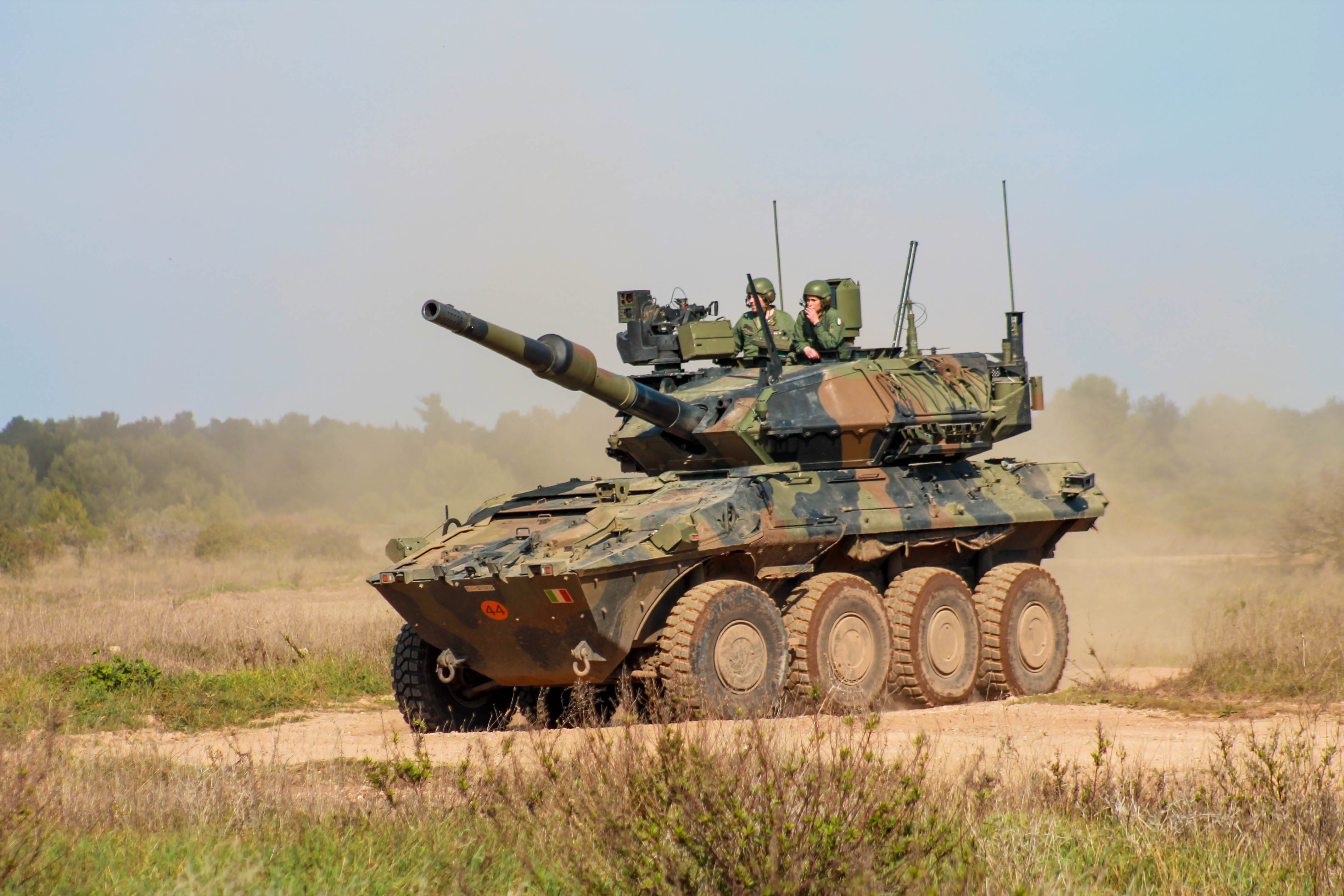
Centauro 2

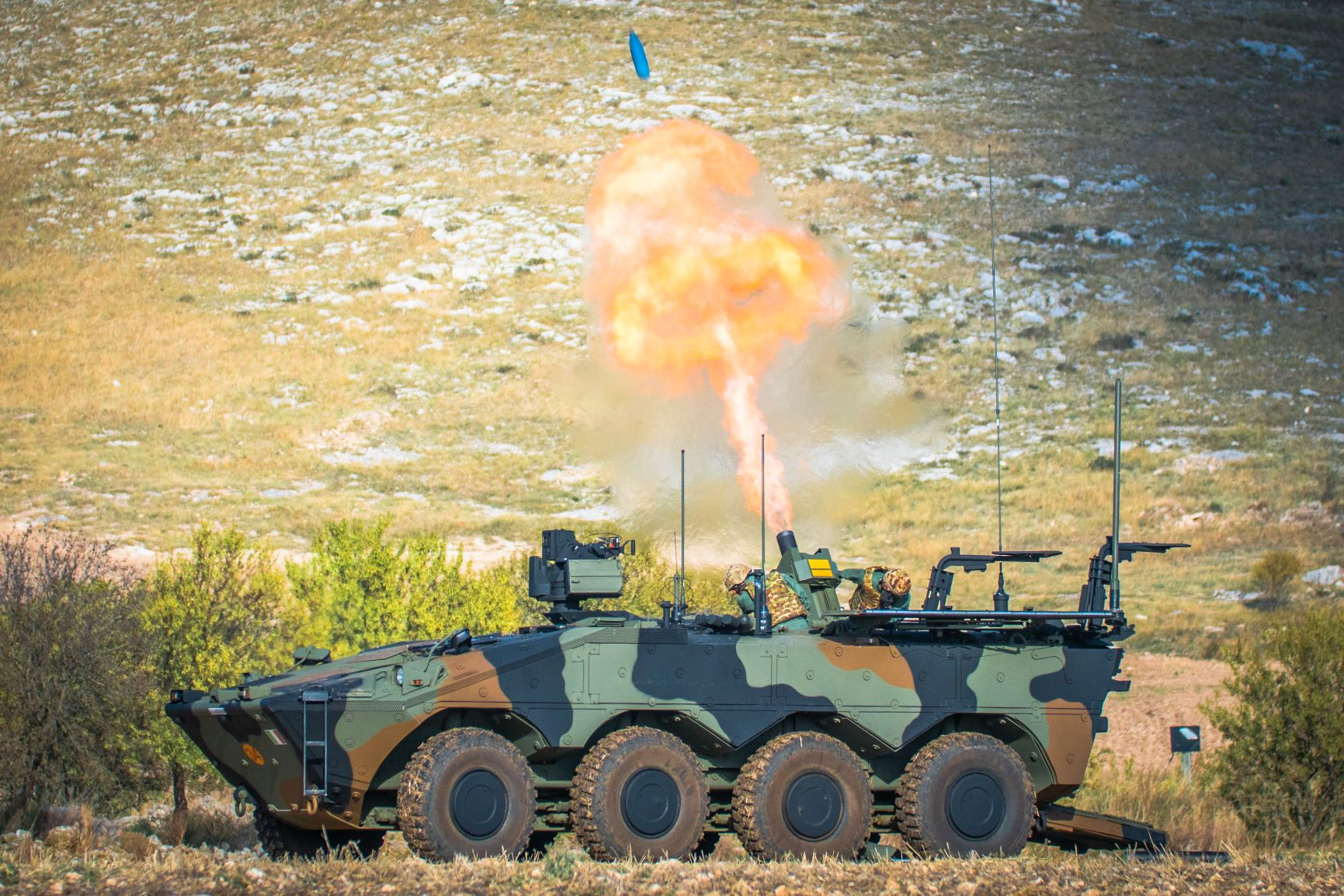
VBM Freccia

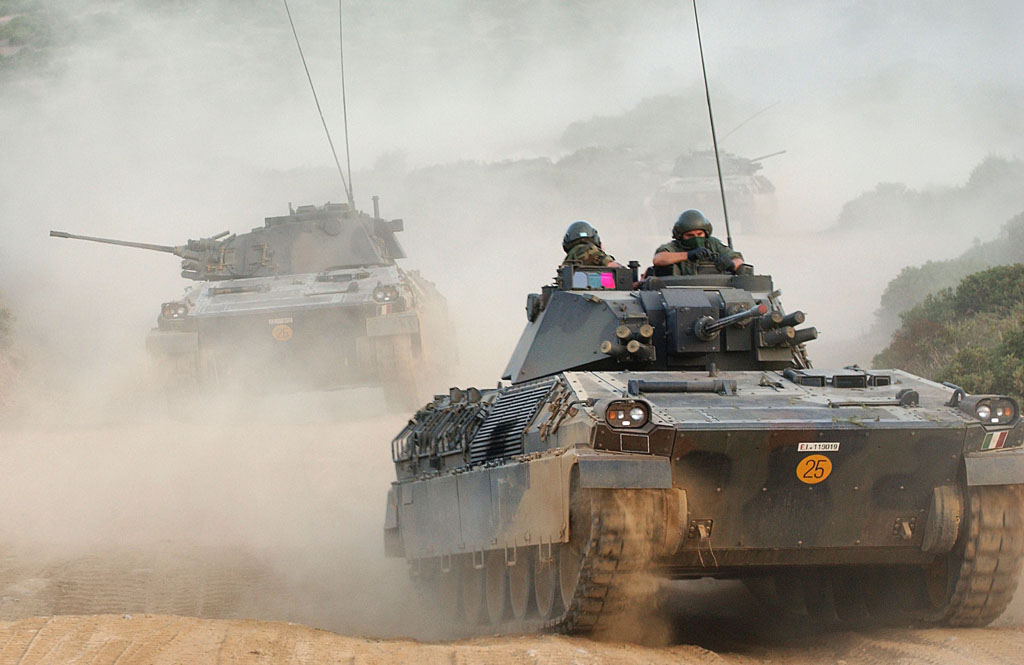
Dardo

- Pistolets semi-automatique Beretta 92 FS, Glock 17 et Glock 19
- Pistolet mitrailleur Beretta M12S, HK MP5 et FN P90
- Fusils d'assaut ARX 160, AR 70/90, M4 A1, Franchi SPAS 15 et HK416
- Mitrailleuses FN Minimi, MG42/59 et M2 Browning
- Fusils de précision Accuracy International AWP, Sako TRG et Barrett M82
- Missiles antichars M72 LAW, Panzerfaust 3, Milan, BGM-71 TOW et Spike
- Missile anti-aérien FIM-92 Stinger

Véhicules blindés et Système de défense anti aérien :
- Char d'assaut Ariete : 200
- Chasseur de char Centauro : 389

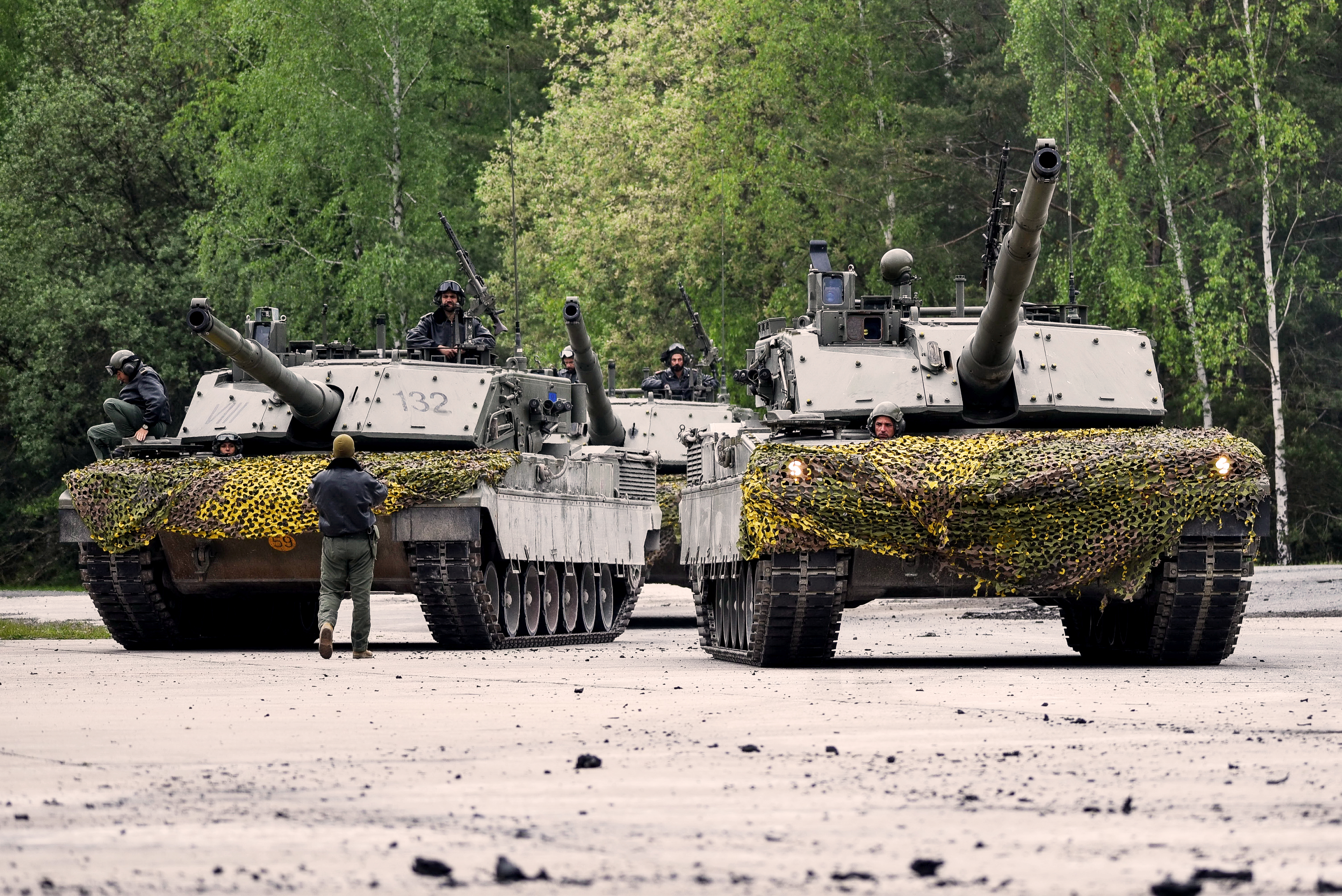
Deux chars d’assaut Ariete.

- Véhicule blindé de combat d'infanterie Dardo : 300
- Véhicule blindé de combat d'infanterie Freccia : 381
- Véhicule de transport de troupes M113 : plus de 1 000
- Véhicule de transport de troupes Puma : 550
- Véhicule de transport de troupes Orso 4x4 : 56
- Véhicule de transport de troupes VAB : 40
- Véhicule de transport de troupes Cougar HE : 12
- Véhicule de transport de troupes MaxxPro : 24
- Véhicule de transport léger Lince : 1800
- Véhicule de transport léger VM 90 : 2 000
- Véhicule de transport amphibie Bandvagn 206 : 300
- Véhicule d’assaut amphibie AAV-7A1 : 17
- Véhicule blindé du génie Buffalo : 7
- Canon automoteur PzH 2000 : 68
- Canon automoteur M109 : 96
- Lance-roquettes multiple M270: 24
- Le SAMP/T est mis en service par l'Armée de terre italienne pour remplacer les missiles antiaériens MIM-23 Hawk assurant la défense aérienne italienne avec la commande la livraison de SAMP/T au 4e Régiment d'Artillerie Anti-aérienne « Peschiera » à partir d'avril 2011. Un total de six batteries de SAMP/T sont livrés à l'Armée italienne.

Aéronefs :
- Hélicoptère polyvalent A109 : 17

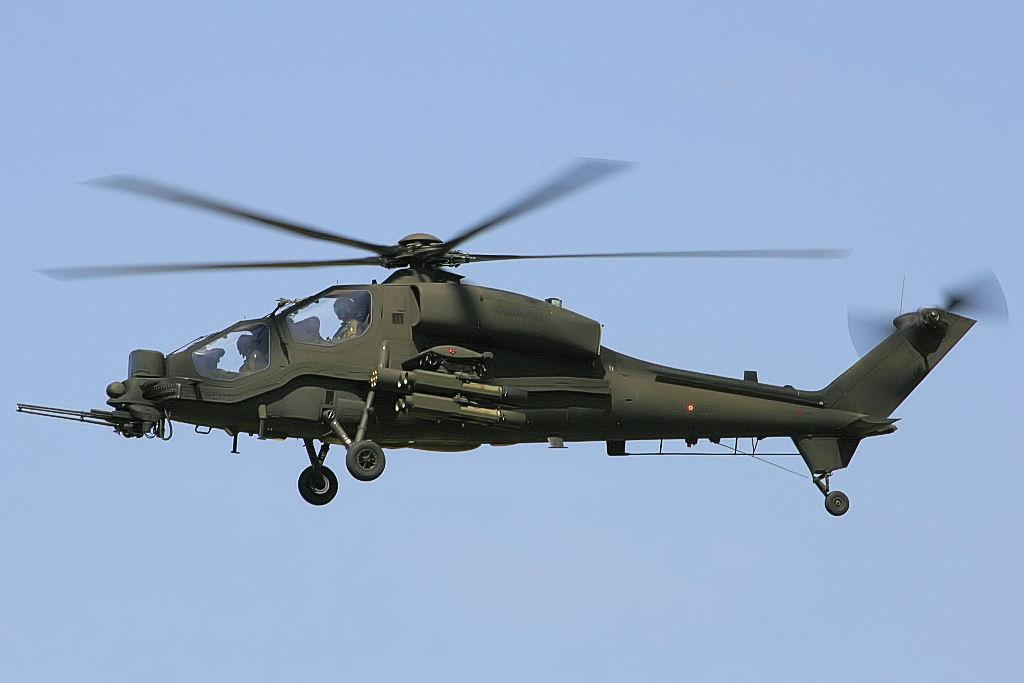
Agusta A.129 Mangusta.

- Helicoptère d’attaque lourd : AW249 Fenice (en)
- Hélicoptère d'attaque Mangusta : 59
- Hélicoptère de transport lourd Chinook : 18
- Hélicoptère de transport moyen NH90 TTH : 60
- Hélicoptère polyvalent Bell 212 : 18
- Hélicoptère polyvalent Bell 412 : 22
- Avion de transport Dornier 228 : 3
- Avion d'affaires Avanti : 3
- Drone de reconnaissance AAI Shadow 200 : 16
- Drone de reconnaissance FQM-151 Pointer : 6

## Efficience et préparation
En 2025, selon le général Carmine Masiello (it) son chef d’état-major lors d'une audition devant les députés de la commission de défense, elle est équipée de matériels anciens âgés de 25 ans ou plus, dont la plupart n’atteint pas 30 % de disponibilité, du fait d'une répartition des crédits très déséquilibrée, avec 50 % consacrés aux dépenses de personnels, 40 % aux acquisitions industrielles, et seulement 10 % pour l’entrainement et la régénération (norme OTAN : 50 % pour les effectifs, 25 % pour les investissements industriels, et 25 % pour l’entraînement ; 40 %, 25 %, 35 %, pour des armées très opérationnelles, comme celles de la France ou du Royaume-Uni) ; les autorités italiennes privilégiant la plus-value économique en investissant dans son industrie nationale, et l'affichage politique sans tenir compte des besoins réels.
Il estime par ailleurs qu'il lui manque 40 000 à 45 000 militaires pour pouvoir tenir son contrat opérationnel OTAN, soit la moitié des effectifs actuels. L'Esercito italiano ne prévoit qu'une augmentation de 3 700 postes à l'horizon 2033. Celui-ci déploie en moyenne 20 000 à 25 000 militaires pour les différentes missions lui revenant (missions OTAN en Hongrie et Bulgarie, missions ONU comme au Liban, mission de service public « Routes sures »), soit un quart de ses effectifs globaux, et 40 % de ses effectifs combattants « en temps de paix », entrainant un manque de formation, entrainement et régénération, qui induisent une perte d’efficacité de la ressource humaine et de disponibilité des équipements.
Elle est engagée en 2025 dans un vaste programme d'investissement en matériels, dont l'ampleur étonne les observateurs au vu des conditions actuelles, où son maintien en condition opérationnelle, ses effectifs et sa préparation sont déjà en situation de faiblesse, et sans hausse massive des crédits (prévision de 1,6% du PIB en 2025 à 2% en 2030).
L'armée de terre italienne est également engagée dans un vaste programme de modernisation, qui inclut l'acquisition de 380 chars lourds KF51 Panther et de plus de 1 000 véhicules blindés KF41 Lynx, pour un montant total d'environ 34 milliards d'euros. Cela représente plus que le budget annuel actuel de toutes les armées italiennes réunies.[réf. nécessaire]
Cependant, l'armée de terre italienne fait face à des défis significatifs. Avec seulement 56 000 soldats formant sa force de manœuvre, elle doit déployer plus de 20 000 soldats en permanence pour répondre aux missions de l'OTAN, aux missions de l'ONU et aux missions de service public comme "Strade Sicure". De plus, une grande partie de son équipement a plus de 25 ans, et en raison d'un manque de personnel et de fonds de maintenance, la disponibilité de la plupart de son équipement n'atteint pas 30 %.[réf. nécessaire]
Le chef d'état-major de l'armée de terre italienne, le général Carmine Masiello (it), a déclaré que l'armée manquait de 45 000 soldats pour remplir efficacement son rôle, ce qui limite sa capacité à soutenir un engagement de haute intensité, même temporaire.[réf. nécessaire]

## Engagements
À l'issue de la Seconde Guerre mondiale, avec la perte de ses colonies, il fut convenu que l'Italie ne pourrait pas se déployer à l'étranger jusqu'en 1970. La première opération extérieure sera un détachement de soldats de la paix (FINUL) à Beyrouth en 1982. L'Armée de terre prit part à la guerre du Golfe en 1991, en évacuant les réfugiés kurdes au nord de l'Irak. L'Italie a contribué également à l'EUFOR (Bosnie-Herzégovine) et à la KFOR (Kosovo).
Après le 11 septembre 2001, l'Italie apporte sa contribution à l'ISAF (Afghanistan) avec un contingent de 2 000 (en 2006) à 4 000 hommes (en 2011). L'Armée de terre déploie une compagnie du génie, une unité de logistique et deux sections, une de police militaire et une spécialisée NBC. L'Italie a assuré le commandement régional ouest pour l'ISAF à Hérat. Une compagnie supplémentaire issue du 2e régiment d'alpins a été chargée de protéger ce quartier général. À la fin du conflit, l'Italie a perdu 53 soldats.
La participation de l'Italie à la guerre d'Irak fut plus ambiguë. Lorsque les 3 000 soldats italiens furent déployées à l'été 2003, la guerre avait été déclarée terminée par le président américain quelques mois auparavant. En 2005, les premiers retraits s'effectuent, et l'Italie évacue l'Irak dès 2006. Le bilan sera de 32 morts, dont dix-neuf au cours d'une attaque suicide le 12 novembre 2003.